# Bleyen-Genschmar
Bleyen-Genschmar là một đô thị thuộc huyện Märkisch-Oderland, bang Brandenburg, Đức.